# Da Hip Hop Witch
Da Hip Hop Witch è un film del 2000, diretto da Dale Resteghini ed interpretato da Eminem, Ja Rule, Pras, Vanilla Ice, Rah Digga e Mobb Deep, Ispirato da The Blair Witch Project.

## Trama
Dopo aver appreso della "Strega dell'hip hop", un essere soprannaturale potente che si annida nei ghetti e attacca i nuovi rapper facendo salire le vendite dei loro dischi, cinque adolescenti suburbani vanno in missione per iniziare la loro carriera rap facendosi attaccare dalla detta strega. Filmando la loro esperienza, si imbattono nelle stelle dell'hip hop passate che hanno già combattuto la strega in persona. Un anno dopo vengono trovate le loro impronte.